# اتحاد جنوب آسيا لكرة القدم
اتحاد جنوب آسيا لكرة القدم يختصر له بـ (SAFF)، هو اتحاد للدول التي تلعب كرة القدم في جنوب آسيا وهو جزء من الاتحاد الآسيوي لكرة القدم الأكبر. أعضاء الاتحاد هم الهند وبنغلاديش وبوتان وجزر المالديف ونيبال وباكستان وسريلانكا.
تأسس الإتحاد عام 1997، وكان يضم في البداية بنغلاديش والهند وجزر المالديف ونيبال وباكستان وسريلانكا. في عام 2000 توسع إلى 7 أعضاء بانضمام بوتان. في عام 2005 انضمت أفغانستان إلى الاتحاد لكنها غادرت لاحقًا في عام 2015 لتنضم إلى اتحاد آسيا الوسطى لكرة القدم الذي تم تشكيله مؤخرًا.

## الدول الأعضاء
- الهند
- باكستان
- بنغلاديش
- المالديف
- نيبال
- سريلانكا
- بوتان